# William Gordon (6e vicomte de Kenmure)
Pour les articles homonymes, voir William Gordon (homonymie).
William Gordon, 6e vicomte de Kenmure et Lord Lochinvar (vers 1672 - 24 février 1716) est un jacobite écossais.

## Biographie
William Gordon est le fils unique d'Alexander Gordon, 5e vicomte de Kenmure de Kenmure Castle et succède à son père à sa mort en 1698, mais ne peut hériter des biens de sa famille qu'en 1700, en raison d'un long procès. Au départ, il n'est pas un partisan actif des Stuarts exilés, et devient le chef des nobles des Lowlands, qui s'opposent à l'Acte d'Union en 1701.
S'absentant du parlement, au début du règne de la reine Anne, le sixième vicomte Kenmure est profondément impliqué dans le complot pour un soulèvement jacobite et une invasion française. À la fin de 1705, il est choisi par les jacobites des basses terres comme délégué à Saint-Germain, bien qu'il ne s'y rende pas. Au début de 1706, il affirme que la désaffection poussait les habitants de Galloway au jacobitisme. En 1707, il est l'un des pairs jacobites pour la conduite desquels David Murray, cinquième vicomte Stormont, répond au colonel Nathaniel Hooke, envoyé de Saint-Germain. La même année, Jacques François Stuart lui accorde un marquisat. En 1711, il épouse Mary (décédée en 1776), fille de Sir John Dalzell, 2e baronnet (décédée en 1698), sœur de Robert Dalzell (5e comte de Carnwath) (en) et nièce du capitaine James Dalzell, son ami jacobite de longue date. Ils ont trois fils et une fille.
À la demande de son beau-frère, Lord Carnwath, il rejoint le soulèvement jacobite prévu par John Erskine, comte de Mar, qui nomme Kenmure, malgré son manque total d'expérience militaire, commandant des forces jacobites des basses terres. Kenmure lève la bannière royale d'Ecosse à Lochmaben le 12 octobre 1715 et est rejoint par environ deux cents hommes, avec le comte de Carnwath, William Maxwell (5e comte de Nithsdale), et George Seton (5e comte de Winton) (en). Cette petite force reçoit quelques ajouts avant que Kenmure n'atteigne Hawick, où il apprend la nouvelle du soulèvement Jacobite anglais. Il se joint à Thomas Forster et James Radclyffe (3e comte de Derwentwater), à Rothbury. Leurs forces unies de quelque cent cinquante cavaliers, après une série de marches, s'arrêtèrent à la frontière, à Kelso, où elles sont renforcées par une brigade dirigée par William Mackintosh de Borlum .
Là, le 24 octobre 1715, Kenmure proclame le roi Jacques VIII. Rejoignant les insurgés de Northumbrie, il marche en Angleterre sous le commandement de Forster . Il est fait prisonnier aux barricades de Preston et amené à Londres. Il est ensuite jugé, reconnu coupable et décapité à Tower Hill le 24 février 1716, et son titre et ses biens sont confisqués. Certains récits indiquent que son corps a été rendu à sa famille à Kenmure pour l'enterrement .
En 1824, une loi du Parlement abroge la confiscation et son descendant direct, John Gordon (1750–1840), devient vicomte Kenmure .